# 南丫島北段公共圖書館及南丫島歷史文物室
南丫島北段公共圖書館及南丫島歷史文物室，啟用前曾稱榕樹灣圖書館及南丫島歷史文物室，是香港離島區榕樹灣的建築物，是香港民政事務總署社區重點項目計劃（離島區）的工程項目之一（工程計劃編號：61RG），樓高3層，樓面面積472平方米，耗資4480萬港元，於2019年7月10日正式啓用，其中圖書館於2019年6月24日重新投入服務。

## 背景

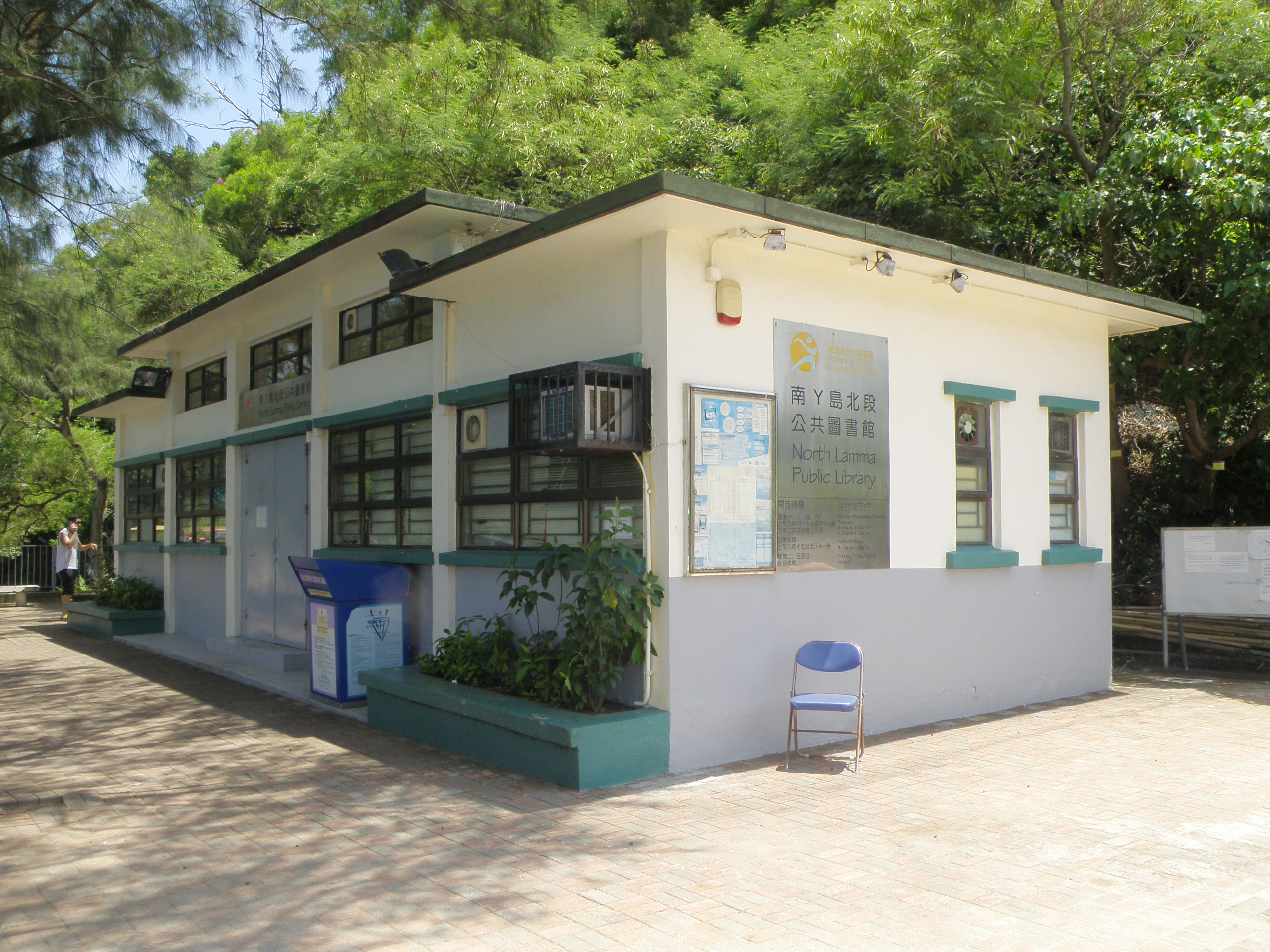
原有的南丫島北段公共圖書館建築物，攝於2015年

由於人口較少，南丫島在離島區內屬於社區設施較少的地區。原有的南丫島北段公共圖書館位於榕樹灣碼頭附近一座一層高，樓面面積約70平方米的建築物。當時該圖書館每星期開放23小時，並在星期二、五及日休館。另一方面，根據島上的考古發現，南丫島為香港具歷史的景點之一，其歷史可追溯至新石器時代及青銅時代。然而，當時島上並無供展覽此歷史景點的場地。
為了加強南丫島的圖書館服務，以及提供一個讓大眾認識南丫島的歷史的地點，離島區議會建議拆卸原有的一層高的建築物，並原址重建一幢三層高的建築物，同時翻新在工程範圍內的戶外地方；此項目在2013年4月連同「改善梅窩銀礦灣沙灘及附屬設施」一同被通過落實，而工程項目的佈局及建築設計則在2014年12月獲得通過。
2016年12月28日，位於原址樓高一層的建築物的南丫島北段公共圖書館停用，以便進行工程。為維持相關地區的公共圖書館服務，康樂及文化事務署於近榕樹灣廣場的地段設立臨時圖書館服務站，以方便當區居民，取代正在更新的南丫島北段公共圖書館，服務時間則與停用前的南丫島北段公共圖書館相同。
2019年6月24日，南丫島北段公共圖書館重新投入服務。同年7月10日，時任香港特別行政區行政長官林鄭月娥、民政事務局局長劉江華及多位嘉賓在南丫島北段公共圖書館及南丫島歷史文物室對開的空地主持南丫島北段公共圖書館及南丫島歷史文物室的開幕儀式，代表南丫島北段公共圖書館及南丫島歷史文物室正式啟用。

## 樓層及設施
此建築物樓高三層，地下設有歷史文物室，而在一樓和二樓則設有圖書館；至於三樓則為機電設施。

### 圖書館
南丫島北段公共圖書館，是附設於該建築物之一樓和二樓的圖書館，屬康樂及文化事務署轄下香港公共圖書館系統管理的「小型圖書館」。該圖書館樓面面積177平方米，主要為南丫島北部（主要是榕樹灣）居民服務。該圖書館沿用了建築物前身之稱呼（即「南丫島北段公共圖書館」），於2019年6月24日重新投入服務，館藏逾27000項。
南丫島北段公共圖書館在重開後，逢星期一至三、五及六上午10時至下午1時及下午2時至6時、星期日及公眾假期上午10時至下午1時開放，逢星期四休息。

### 歷史文物室
南丫島歷史文物室，是附設於該建築物之地下的歷史文物室，建築面積約71平方米。歷史文物室將展出南丫島的出土文物、以往的家居用具、農具、漁具、考古發現及相片等。歷史文物室乃是由離島區議會、古物古蹟辦事處、香港歷史博物館和香港樹仁大學共同籌備。歷史文物室於2019年7月10日開放。

## 設計
此建築以「一本關於南丫島的書」為設計概念，外形看似多條長形木條或竹簡排列而成的書，凸顯其用途之一：圖書館。此建築亦通過中国书法，於混凝土外牆及側面木條上刻畫南丫島的歷史文化，而混凝土外牆上刻有宋朝思想家、詩人朱熹所著的詩《觀書有感》。
| “                  | 半畝方塘一鑑開，天光雲影共徘徊。 問渠那得清如許？為有源頭活水來。 | ” |
| ——朱熹《觀書有感》 |                                                                   |   |

因應南丫島臨海建築物多以半開放式設計，下層歷史文物室的設計也採用了相同設計，使海成為展品的一部分，與周邊環境融合。

## 評價
時任離島區議會副主席周轉香在2015年接受《星島地區報》訪問時表示，此工程項目重點發展旅遊，能成為推動南丫島當地經濟、帶動就業與改善民生的機會。時任民政事務局局長劉江華在2019年7月10日南丫島北段公共圖書館及南丫島歷史文物室的開幕典禮致辭時表示，新建的南丫島歷史文物室發揮鄰近榕樹灣碼頭的優勢，讓市民和旅客一踏足榕樹灣便可以參觀。圖書館除面積增加外，亦添加不少新設施和服務，並延長開放時間。

## 外部連結
- . 康樂及文化事務署.   [2018-12-23]. （原始内容存档于2022-04-23）.